# TVB Vietnam
是香港電視廣播(國際)有限公司擁有的一條以越南語廣播為主的頻道，該頻道主要以配上越南語發音而播放香港無綫電視所製播的電視劇。
該頻道尚未落地越南本土，同樣播放類似節目的頻道是僅在越南收看的SCTV9。

## 各地版本播放
共分為兩個地區播放版本：美國版本僅在美國透過Dish Network及AT&T U-verse收看，該版本從啟播至2012年11月18日在美國曾透過DIRECTV使用第2076頻道收看，同日在美國透過Dish Network使用第9997頻道收看；澳洲版本僅在澳洲透過翡翠互動電視收看。
美國版本的節目編排時間以西岸為準，播放地區亦同時僅在美國收看，該版本與澳洲版本所播放的節目內容不同，美國版本主要以全日24小時不停播放香港無綫電視劇集。
澳洲版本的節目編排時間以東岸為準，播放地區亦同時僅在澳洲收看，該版本與美國版本所播放的節目內容不同，澳洲版本除了大部分時間播放香港無綫電視劇集之外，還有在澳洲當地製作而播放的晚間新聞（本節目於逢星期一至五晚上首播，翌日凌晨、早上及中午重播，其中星期五的晚間新聞不是星期六中午重播，而是星期一中午重播；本節目於2014年12月5日晚上首播最後一集，翌日凌晨及早上重播，同年12月8日中午沒有重播）。

## 外部連結
- 電視廣播(美國)有限公司相關網站（页面存档备份，存于）（越南文）（英文）
- 電視廣播(澳洲)有限公司相關網站（越南文）